# Fládrování

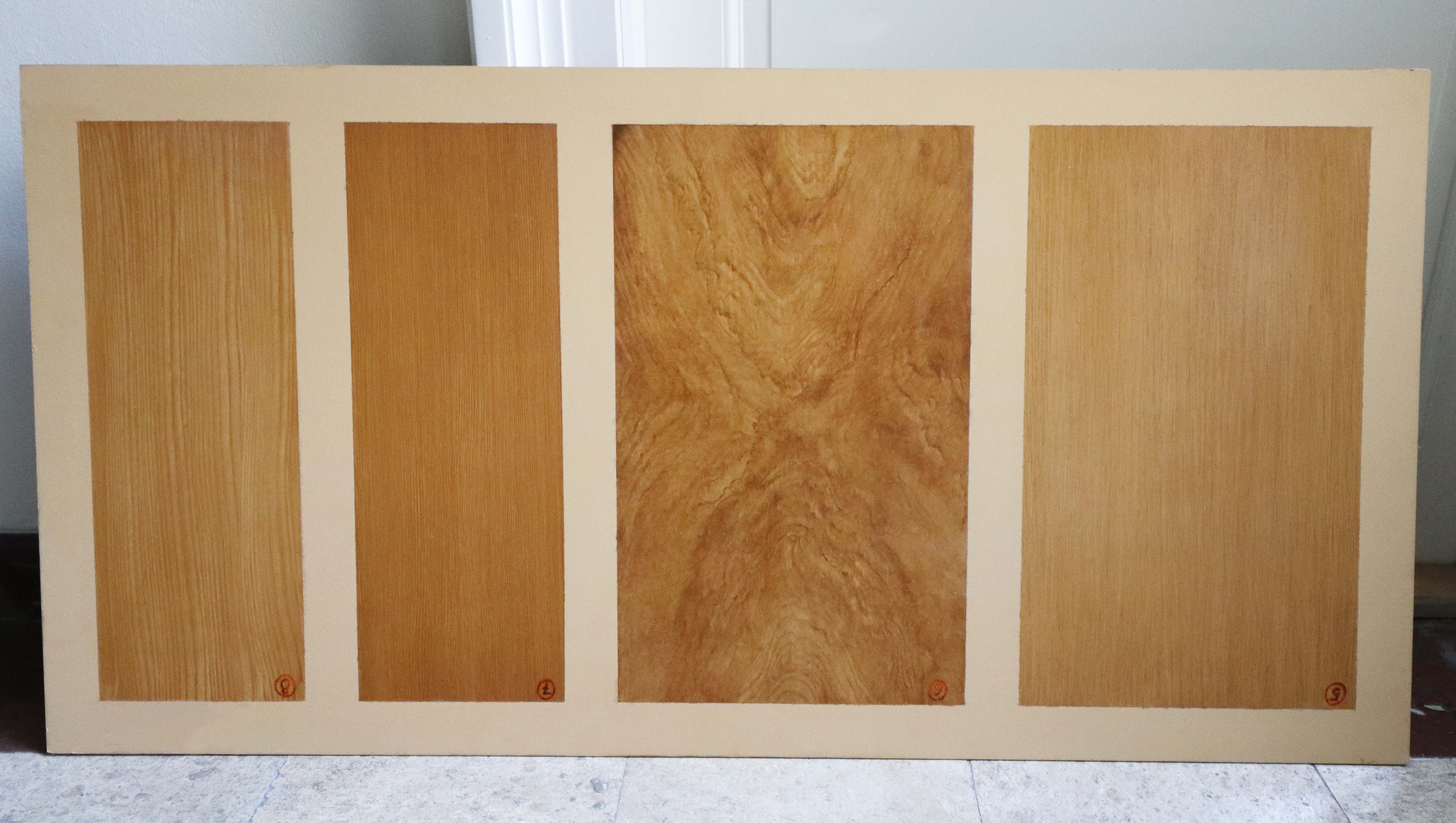
Vzorky fládrování na desce

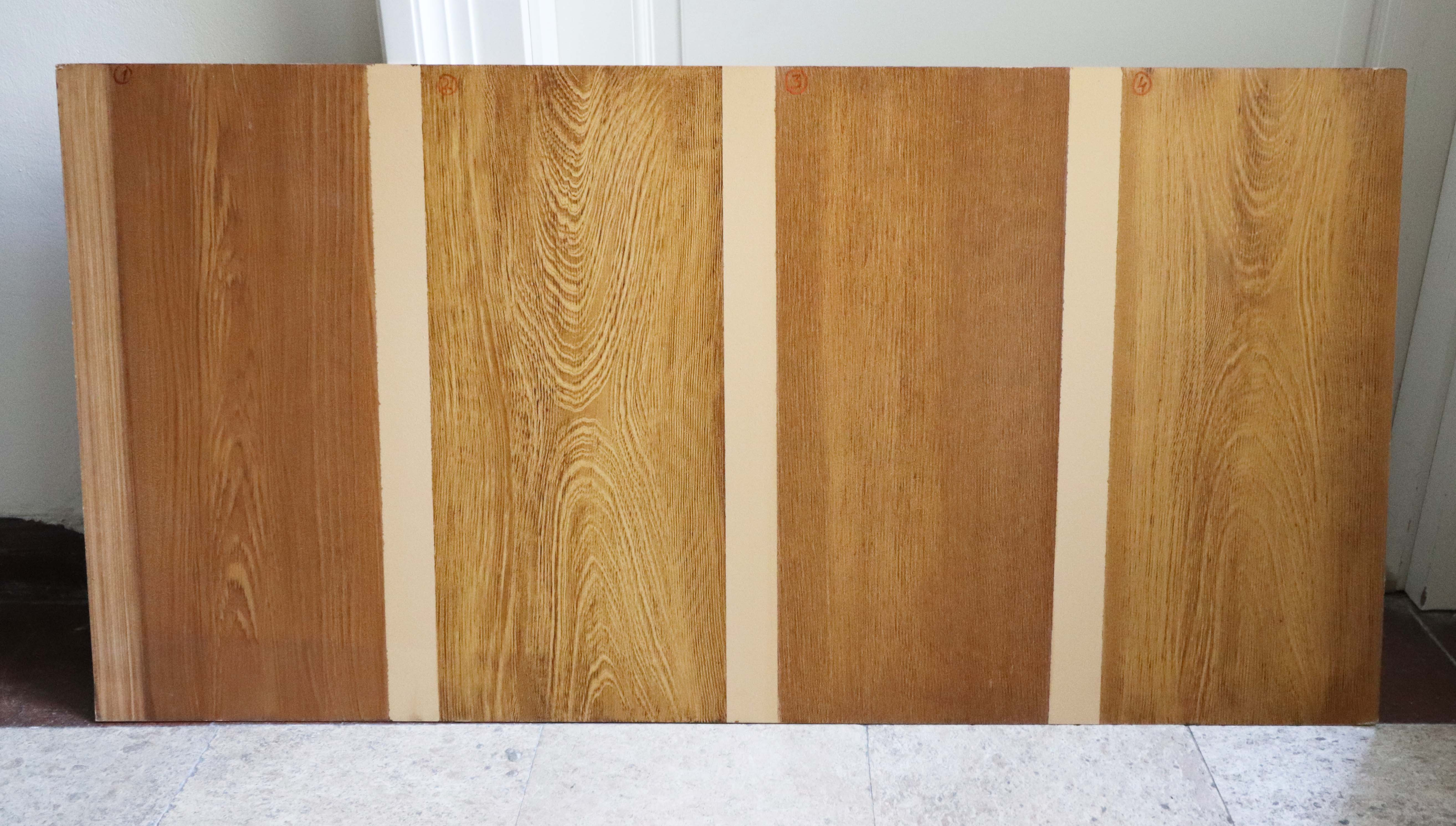
Vzorky fládrování na desce

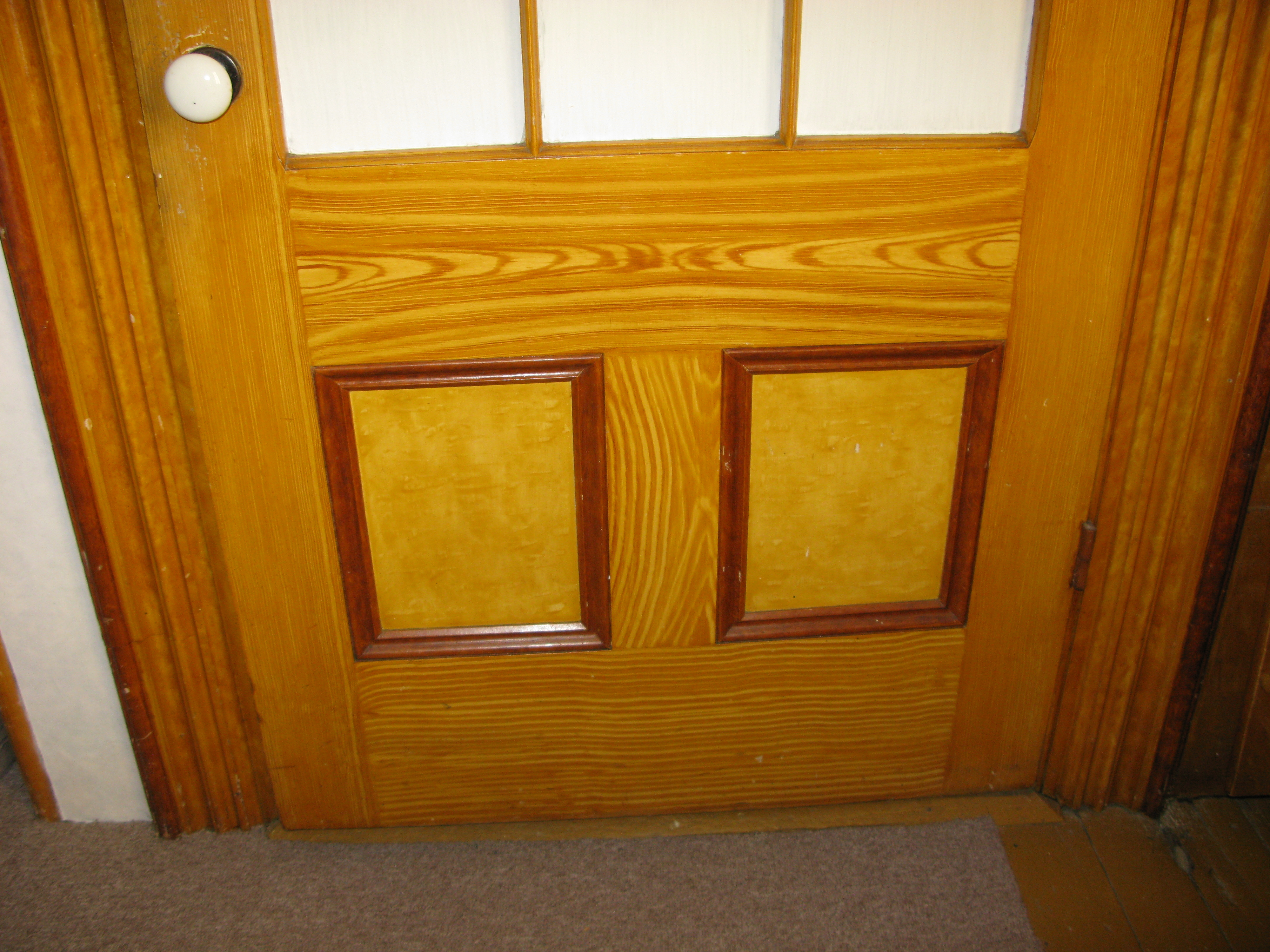
Fládrované dveře

Fládrování je technika povrchové úpravy, která napodobuje přírodní vzhled dřeva. Především se jedná o napodobování ušlechtilých dřevin na méně hodnotném podkladu. Jde o vysoce odbornou lakýrnickou techniku, která patří mezi umělecká řemesla. Fládrování může být použito pro vytvoření realistické kopie přírodního materiálu nebo může být použito obdobným malebným či naivním způsobem.
V minulosti se technika užívala pro povrchovou změnu „levnějšího” (např. smrkového) nábytku v „dražší a působivější” (dub, ořech atd). Sloužila k renovaci nábytku a dveří nebo jako levnější náhrada dýhování. Kresbu dřeva lze napodobit i na materiálech, jako je lamino, dřevotříska, tvrzený papír, plast nebo plech. Výrobou nábytku z lamina, MDF, dřevotřísky a jiných umělých materiálu tato umělecko-řemeslná práce upadla v zapomnění. V současnosti se tato technika užívá např. ve filmovém průmyslu, při výrobě dekorací.

## Terminologie
Fládry jsou nazývány žíly ve dřevě, vyznačující se tmavší barvou a větším leskem než okolí, které vznikly průřezem let v mase dřeva. Název fládrování pravděpodobně vznikl odvozením z německého Flader nebo Fladern, tedy doslova žilka, žilkovat. V českém prostředí se někdy používal pojem žilkování či žilkovat. V němčině se lze setkat s názvy pro fládrování např. Holzmalerei, Holzimitation, Maserung, Maseholz, Fladerholz a Holzmaserung. V angličtině je používán název graining, také wood graining či faux wood graining. Francouzština používá termíny faux bois nebo peinture bois.

## Historie
Technika je známá již z doby starověkého Egypta (3180 – 30 př. n. l.). V egyptských hrobkách se jako součást pohřebního vybavení vyskytovaly předměty, které svým malovaným povrchem imitovaly různé materiály. Důvodem bylo zřejmě překrýt dřevo nižší kvality a tím zvýšit celkovou působivost předmětu.
V renesanci s rozvojem malby se rozvinuly i techniky malby, které začaly být hojně aplikovány na dřevění povrchy např. stropní trámy či dvěřní zárubně. V 17. století v Evropě se rozšířila obliba dýh z tropického dřeva. Touha po exotických materiálech vedla k užívání levnější alternativy, kterou byla technika fládrování. V počátcích, technika nenapodobovala konkrétní druhy dřev a kresba byla pojata libovolně. Volná kresba a barevná rozmanitost se běžně vyskytovala i v 18. století. Na počátku 18. století se kresby fládrů vytvářely pomocí stínování z neprůhledných barev, zatímco v pozdějším období se upřednostňovaly průsvitné glazury. Na počátku 19. století se styl fládrování soustředil na vytváření nápodoby konkrétního vzácnějšího druhu dřeva, aby se tím exteticky zhodnotil méně hodnotný podklad. V 19. století se volný styl nápodoboby 18. století změnil na přesné napodobování konkrétního druhu dřeva. 